# Dolch von Gessel

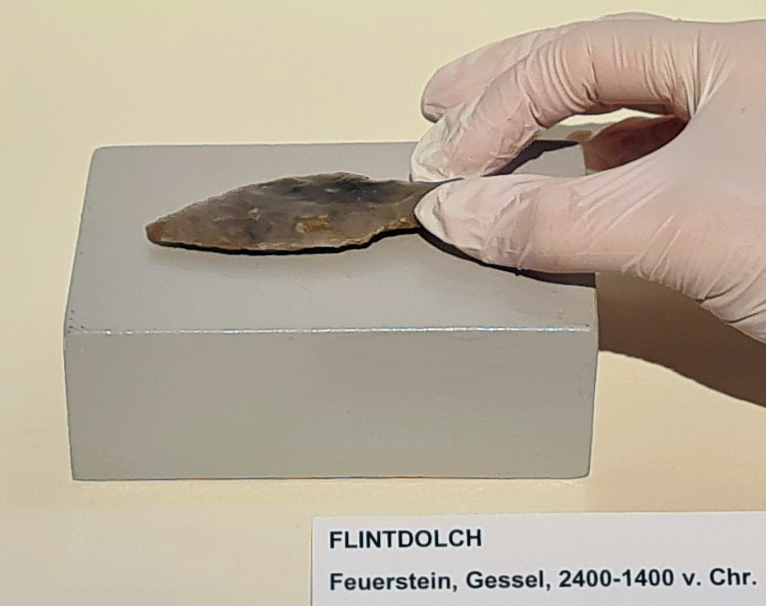
Dolch von Gessel

Der Dolch von Gessel ist ein Feuersteindolch, der im Jahr 2023 im Syker Ortsteil Gessel in Niedersachsen gefunden wurde. Das Artefakt datiert zwischen 2400 v. Chr. und 1400 v. Chr. Es stammt aus der späten Jungsteinzeit oder der frühen Bronzezeit.

## Beschreibung
Der Dolch ist aus Feuerstein gefertigt und 7,5 cm lang sowie 3 cm breit. Er hat eine Griffzunge und eine spitz zulaufende doppelseitige Klinge, die beidseitig bearbeitet ist. An der Griffzunge dürfte sich ein Griffstück aus vergänglichem Material befunden haben, beispielsweise aus Holz. Ursprünglich war die Dolchklinge länger, da sich an ihr Spuren von mehrmaligem Nachschärfen finden. Die Nachbearbeitungen sprechen für eine lange Nutzungsdauer des Dolches und für den Wert, den der damalige Nutzer dem Steingerät beimaß.

## Fundgeschichte

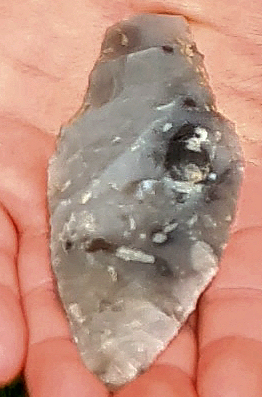
Draufsicht

Den Dolch fand ein fünfjähriges Mädchen beim Spielen auf dem Spielplatz eines Kindergartens in Gessel. Wahrscheinlich befand sich das Artefakt in Bodenaushub, der kurz zuvor beim Anlegen eines Fundaments angefallen war und auf dem Spielplatzgelände verteilt wurde. Das Kind nahm das Fundstück mit nach Hause und zeigte es seinem Vater. Dieser benachrichtigte das Kreismuseum Syke, da er einen archäologischen Fund vermutete. Das Museum bezog das Niedersächsische Landesamt für Denkmalpflege in die Fundbewertung mit ein.
Das Fundstück verbleibt bei der Finderin, nachdem es für einige Wochen in der Dauerausstellung des Kreismuseums Syke gezeigt worden war.

## Bewertung
Dolche dieser Form kommen häufig in Norddeutschland, Dänemark und den Niederlanden vor. Das Kreismuseum Syke hält den Fund für regional bedeutend, da es nur wenige gefundene Vergleichsexemplare in der Gegend gibt. Ein überregional prominentes Exemplar ist der Feuersteindolch von Ötzi mit einem noch vorhandenen Holzgriff.
Das Niedersächsische Landesamt für Denkmalpflege sieht den Fund als ein gut erhaltenes Steinwerkzeug von besonderer Qualität an. Laut dem niedersächsischen Landesarchäologen Henning Haßmann war der Dolch vermutlich ein Werkzeug. Zur damaligen Zeit arbeiteten die Menschen in Norddeutschland noch mit Stein, während in Süddeutschland schon Werkzeuge aus Metall hergestellt wurden. Auch wurden solche Steinwerkzeuge bei Bestattungen Toten mit ins Grab gegeben.
Gessel gilt als Fundort wichtiger archäologischer Schätze. Der Fundort des Dolches liegt etwa einen Kilometer von der Fundstelle des Goldhorts von Gessel entfernt, der aus der Zeit um 1300 v. Chr. stammt. Er wurde 2011 bei archäologischen Voruntersuchungen vor dem Bau der NEL-Erdgaspipeline entdeckt. Die Untersuchungen bestätigten das vermutete hohe archäologische Potenzial in dem Geestgebiet.